# Maria vom heiligen Ignatius

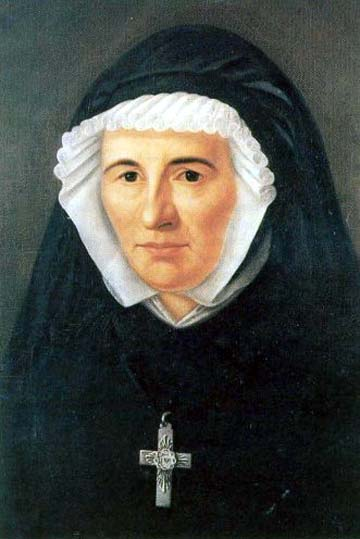
Maria vom heiligen Ignatius

Maria vom heiligen Ignatius (Geburtsname Claudine Thévenet; * 20. März 1774 in Lyon; † 3. Februar 1837 in Lyon) war eine französische katholische Ordensgründerin und Ordensfrau.

## Leben
Noch während der Französischen Revolution begann Claudine Thévenet, im Geheimen für verlassene Kinder zu sorgen. Zwei Waisen, die sie auf den Stufen der Kirche St. Nizier in Lyon fand, gaben ihr den Anstoß, ein Waisenhaus namens Providence (Vorsehung) zu gründen: die Keimzelle für ihren Orden.
Claudine Thévenet gründete am 5. Oktober 1818 die „Congrégation des religieuses de Jésus-Marie“ (Schwestern Jesu und Mariens, Ordenskürzel: RJM) zur Erziehung von Kindern und Jugendlichen, zunächst in dürftigsten Verhältnissen. Ihr Ordensname wurde Marie Saint-Ignace (Maria vom heiligen Ignatius).
Der Orden wuchs rasch. Ihre Pädagogik basierte auf Güte, Wertschätzung und familiärem Geist. Sie starb am 3. Februar 1837 in der Niederlassung von Fourvière. Ihre letzten Worte waren: „Wie gut Gott doch ist …“

## Seligsprechung und Heiligsprechung
„Die Heilige von Lyon“, wie sie auch genannt wird, wurde durch Papst Johannes Paul II. am 4. Oktober 1981 selig- und am 21. März 1993 heiliggesprochen, jeweils in Rom.
Ihr Gedenktag in der Liturgie ist der 3. Februar.